# Drupe

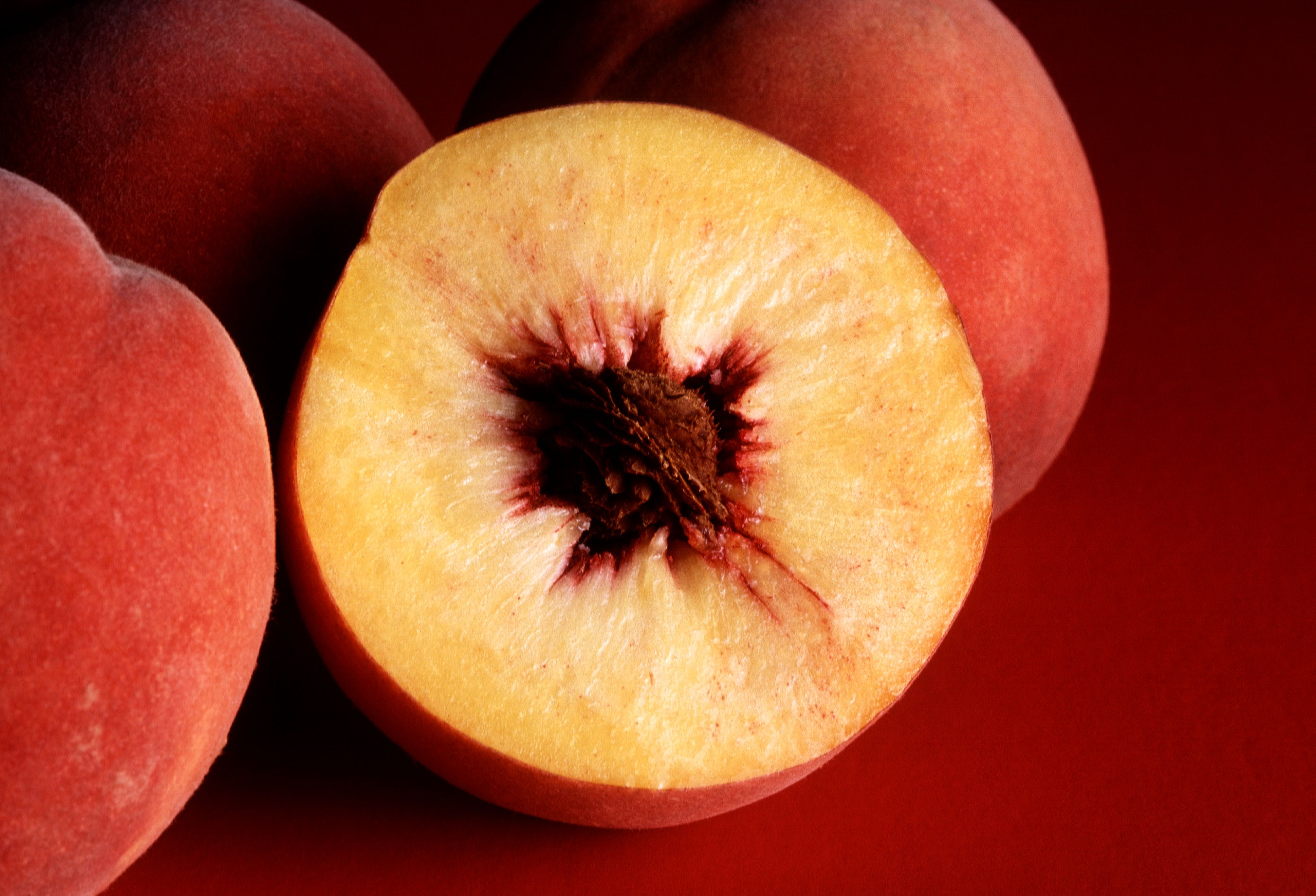
La pêche est une drupe typique.

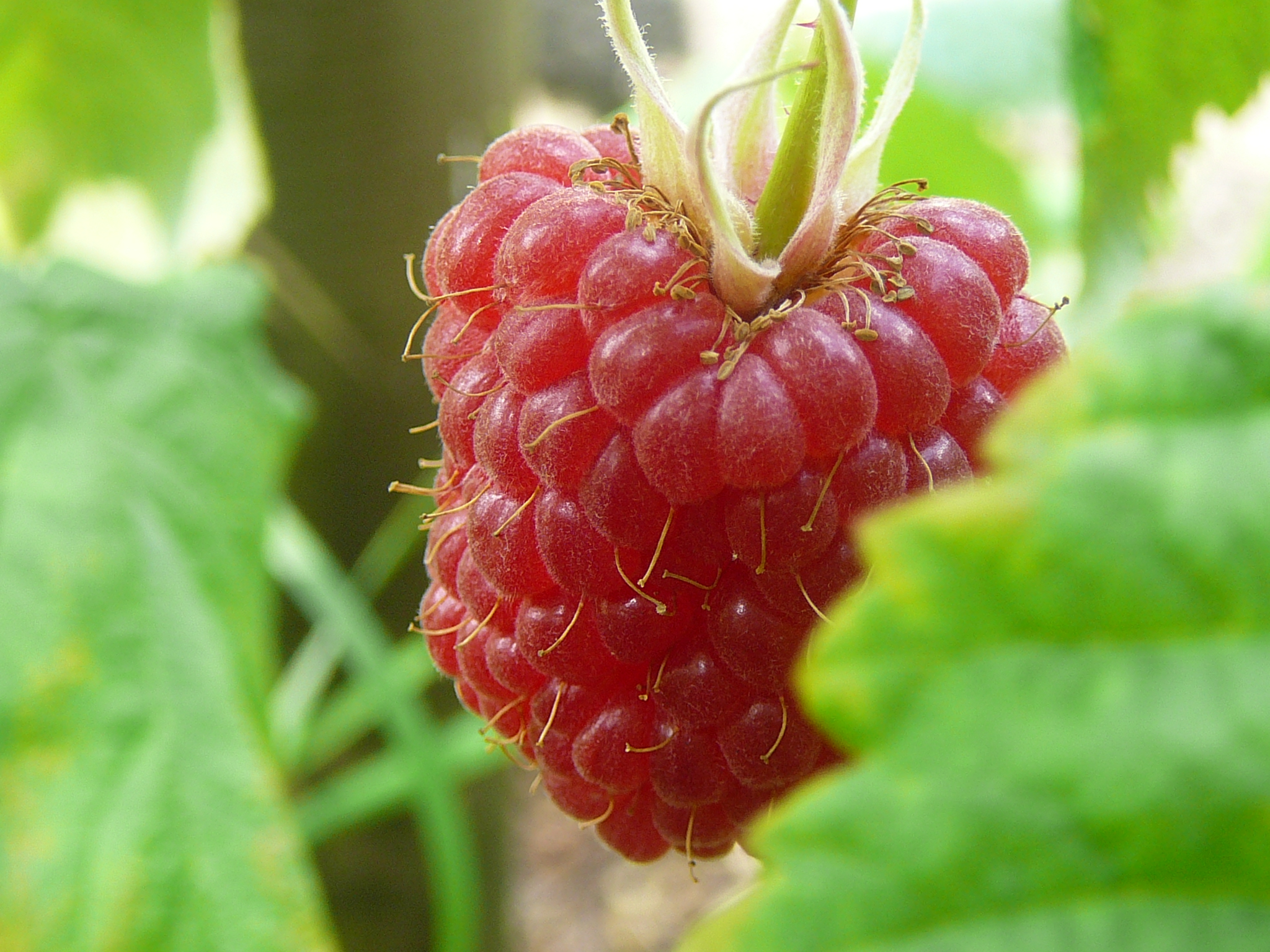
La framboise est une polydrupe, fruit multiple composé de plusieurs drupéoles.

En botanique, une drupe (du latin drūpa (oliva), olive mûre, lui-même tiré du grec δρύππα / drúppa, olive trop mûre) est un fruit charnu à noyau, comme la cerise, l'abricot ou l'olive. Elle est issue d'un pistil à carpelle unique, du type « infère » non adhérent. Dans le cas de fleurs à plusieurs carpelles libres, on obtient un fruit multiple, ou polydrupe, comme la mûre ou la framboise. 
La drupe est en général indéhiscente, la déhiscence n'étant pas nécessaire dans le cas d'un fruit charnu dont la chair se décompose rapidement en libérant le noyau.
Les drupes fournissent de nombreux fruits comestibles.

## Structure d'une drupe

Structure schématique d'une drupe typique, la pêche, montrant à la fois le fruit et la graine.

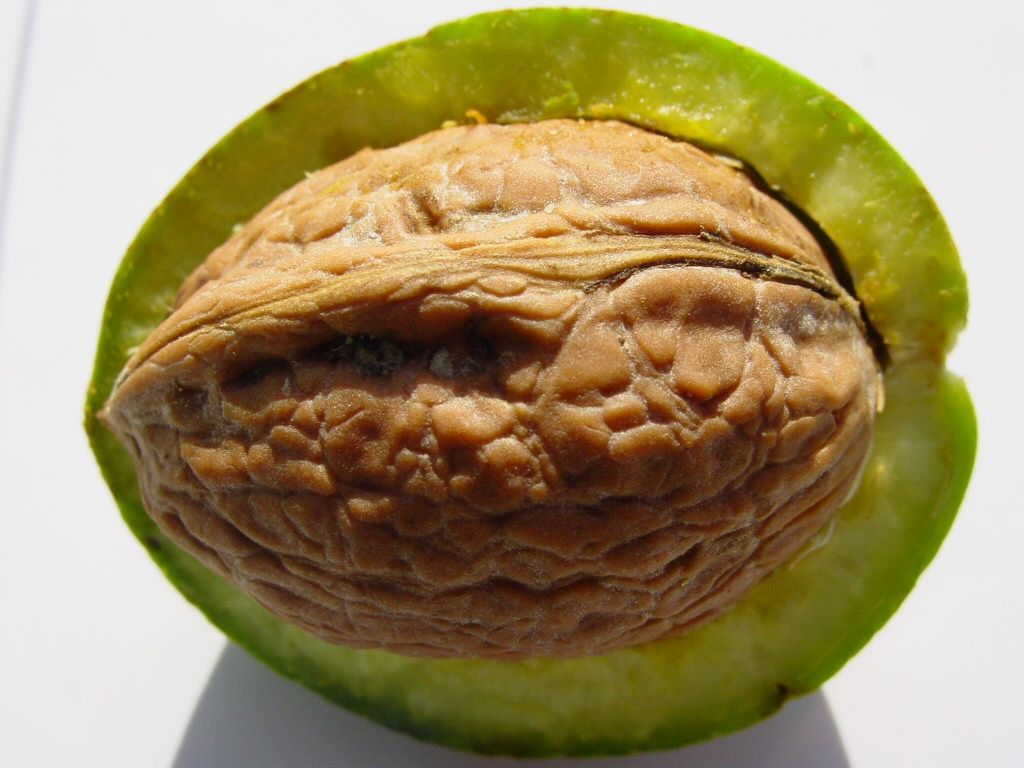
La noix est une drupe dont le péricarpe n'est pas comestible.

La drupe est caractérisée par un péricarpe composé d'une partie charnue (le mésocarpe appelé sarcocarpe, recouvert par l'épicarpe membraneux) succulent ou fibreux (par exemple le mésocarpe de la noix de coco) et d'une partie sclérifiée donc dure (l'endocarpe appelé sclérocarpe formant le noyau).
La première constitue la chair. Elle est souvent comestible, mais pas toujours : dans le cas des Juglandacées (comme la noix), le péricarpe appelé « brou » est inconsommable.
La seconde, dérivant de l'endocarpe (l'épiderme interne du carpelle) qui devient « osseux », scléreux ou cartilagineux, forme la paroi du noyau contenant la graine. 
Dans certains cas, la partie comestible est la graine (noix, amande).
Quand l'endocarpe reste charnu, on obtient une baie (la datte est une baie malgré sa ressemblance avec l'olive).
Selon la structure de l'ovaire originel, on distingue des drupes monospermes issues d'un carpelle uniovulé (cas le plus général) et des drupes polyspermes (la « cerise » du caféier est une drupe disperme, contenant deux noyaux).

## Drupes composées ou drupéoles
Certains fruits, formés de multiples petites drupes, ou « drupéoles » agglomérées, sont des polydrupes. C'est le cas des framboises et des mûres. Dans le cas des fruits du genre Rubus (framboises, mûres de ronce), le fruit est issu d'une fleur unique dont le pistil est formé de multiples carpelles libres. Les mûres de mûrier (Morus) très ressemblantes aux mûres de ronces sont, par contre, issues d'inflorescences compactes en chatons, chaque drupéole étant issue d'une fleur différente.

## Comestibilité
Certaines drupes sont comestibles à maturité. Lorsqu'elles ne sont pas mûres, leur saveur acide et astringente les rend impropres à la consommation mais, conservées dans la saumure, par lacto-fermentation qui réduit l'acidité, elles deviennent consommables comme les olives ou les umeboshi.

## Exemples de drupes

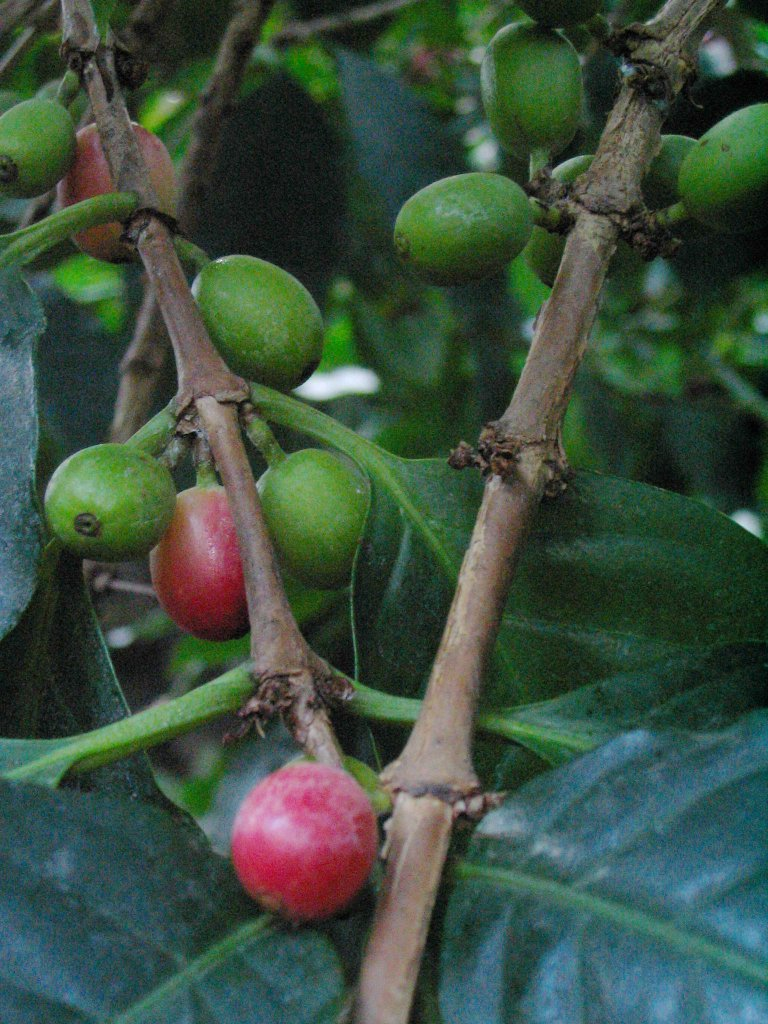
« Cerises » de café.

- la cerise, la prune, l'abricot, la pêche, la micocoule ;
- la noix, l'amande, la noix de pécan ;
- l'olive ;
- la « cerise » du caféier ;
- la mangue ;
- la noix de coco (fruit du cocotier) ;
- le fruit de l'Empetrum.

## Exemples de drupéoles et faux-fruits
- la framboise, la mûre (de la ronce) sont des polydrupes. La pomme, le coing et la poire sont des fruits complexes, parfois assimilés à des drupes composées (dérivant de plusieurs carpelles) concrescentes au réceptacle floral.